# Liste der Landkreise und kreisfreien Städte in Mecklenburg-Vorpommern
Das Land Mecklenburg-Vorpommern ist in insgesamt sechs Landkreise sowie zwei kreisfreie Städte untergliedert. Diese Liste der Landkreise und kreisfreien Städte in Mecklenburg-Vorpommern gibt eine allgemeine Übersicht über diese samt deren wichtigsten Daten. Die derzeitige Verwaltungsgliederung des Landes kam durch die Kreisreform vom 4. September 2011 zustande, bei der die bisherigen zwölf Landkreise und sechs kreisfreien Städte neu gegliedert wurden. Einzigartig ist dabei, dass der Landkreis Nordwestmecklenburg die Stadt Wismar eingekreist und zur Kreisstadt ernannt hat.
Das Land Mecklenburg-Vorpommern ist mit 23.295,34 Quadratkilometern flächenmäßig das sechstgrößte Bundesland der Bundesrepublik Deutschland. Nach Einwohnerzahlen steht es mit 1.629.464 Menschen an vierzehnter Stelle. Die durchschnittliche Bevölkerungsdichte beträgt 70 Einwohner pro Quadratkilometer, wobei diese innerhalb der einzelnen Landkreise stark variieren kann. So beträgt die Bevölkerungsdichte in der kreisfreien Stadt Rostock 1162 Einwohner pro Quadratkilometer, im Landkreis Nordwestmecklenburg 75 Einwohner pro Quadratkilometer und im Landkreis Ludwigslust-Parchim nur 45 Einwohner pro Quadratkilometer. Bevölkerungsreichster Landkreis ist der Landkreis Mecklenburgische Seenplatte mit 259.312 Einwohnern, bevölkerungsärmster der Landkreis Nordwestmecklenburg mit 160.206 Einwohnern. Die größte kreisfreie Stadt ist Rostock mit 210.795 Einwohnern. Flächenmäßig größter Landkreis ist der Landkreis Mecklenburgische Seenplatte, der mit 5.495,59 Quadratkilometern der größte Landkreis Deutschlands ist. Der kleinste Landkreis ist mit 2.127,06 Quadratkilometern der Landkreis Nordwestmecklenburg.
In Mecklenburg-Vorpommern gibt es keine Regierungsbezirke.

## Aufbau
Die nachfolgende Liste ist folgendermaßen aufgebaut:
- Landkreis, kreisfreie Stadt: Name des Landkreises beziehungsweise der kreisfreien Stadt
- Kreisstadt: Name der Kreisstadt: Bei den kreisfreien Städten ist die Zelle leer.
- Wappen: offizielles Wappen des Landkreises beziehungsweise der kreisfreien Stadt
- Lage: Lagekarte der Landkreise beziehungsweise der kreisfreien Städte innerhalb des Landes Mecklenburg-Vorpommern
- Kfz: Kraftfahrzeugkennzeichen der jeweiligen Gebietskörperschaft
- Ew: Einwohnerzahl der jeweiligen Gebietskörperschaft mit Stand vom 31. Dezember 2023[1]
- Fläche: Fläche der jeweiligen Gebietskörperschaft in Quadratkilometern (km²)[2]
- Ew/km²: Bevölkerungsdichte in Einwohnern je Quadratkilometer
- Bemerkungen: weitere Informationen bezüglich geografischer Besonderheiten der jeweiligen Städte und Kreise, darunter etwa Berge, Flüsse und größere Seen
- Bild: ein typisches Bild aus der Region, mit der die jeweilige Gebietskörperschaft identifiziert wird

## Übersicht
| Landkreis/ kreisfreie Stadt | Kreisstadt             | Wappen                 | Lage                   | Kfz                                          | Ew        | Fläche (in km²) | Ew/km² | Bemerkungen | Bild                               |
| --------------------------- | ---------------------- | ---------------------- | ---------------------- | -------------------------------------------- | --------- | --------------- | ------ | ----------- | ---------------------------------- |
| Ludwigslust-Parchim         | Parchim                |                        |                        | LUP, HGN, LBZ, LWL, PCH, STB                 | 214.057   | 4.766,76        | 45     |             | Barockschloss Ludwigslust          |
| Mecklenburgische Seenplatte | Neubrandenburg         |                        |                        | MSE, AT, DM, MC, MST, MÜR, NZ, RM, WRN, (NB) | 259.312   | 5.495,59        | 47     |             | Müritz                             |
| Nordwestmecklenburg         | Wismar                 |                        |                        | NWM, GDB, GVM, WIS, (HWI)                    | 160.206   | 2.127,06        | 75     |             | Steilküste am Großklützhöved       |
| Rostock (kreisfreie Stadt)  |                        |                        |                        | HRO                                          | 210.795   | 181,36          | 1162   |             | Rostock, Kröpeliner Straße         |
| Rostock                     | Güstrow                |                        |                        | LRO, BÜZ, DBR, GÜ, ROS, TET                  | 221.431   | 3.431,22        | 65     |             | Rathaus Güstrow                    |
| Schwerin (Landeshauptstadt) |                        |                        |                        | SN                                           | 98.733    | 130,52          | 756    |             | Schweriner Schloss                 |
| Vorpommern-Greifswald       | Greifswald             |                        |                        | VG, ANK, GW, PW, SBG, UEM, WLG, (HGW)        | 237.184   | 3.945,64        | 60     |             | Greifswald, Markt und Sankt Marien |
| Vorpommern-Rügen            | Stralsund              |                        |                        | VR, GMN, NVP, RDG, RÜG, (HST)                | 227.746   | 3.216,19        | 71     |             | Königsstuhl auf Rügen              |
| Mecklenburg-Vorpommern      | Mecklenburg-Vorpommern | Mecklenburg-Vorpommern | Mecklenburg-Vorpommern | Mecklenburg-Vorpommern                       | 1.629.464 | 23.295,34       | 70     |             |                                    |

## Gebietseinteilung von 1994 bis 2011
Das Land Mecklenburg-Vorpommern war bis zur zweiten Kreisgebietsreform in zwölf Landkreise und sechs kreisfreie Städte eingeteilt, von denen vier heute als Große kreisangehörige Stadt gelten (Neubrandenburg, Greifswald, Stralsund, Wismar; siehe nebenstehende Zeichnung).